# Escudo de la región de Ñuble
El escudo de la Región de Ñuble es el emblema oficial de la región y de su Gobierno Regional, junto con la bandera regional.
Previamente fue usado por la Provincia de Ñuble.

## Simbolismo
Los cuarteles en que se divide el escudo representan:
- superior izquierdo: dos fajas, de oro con gotas de gules arriba y de sable con tres torres de plata abajo; armas de la familia O'Higgins, cuyo miembro más conocido, Bernardo, nació en Chillán.
- superior derecho: tres antorchas de oro con llama de gules y fondo de azur; armas otorgadas a Martín Ruiz de Gamboa, fundador de la ciudad de Chillán.
- inferior izquierdo: 21 estrellas de plata sobre un monte de plata y fondo de azur; en representación de las 21 comunas de la región y el Nevado de Chillán.
- inferior derecho: estrella de 8 puntas de plata sobre fondo de gules; el Guñelve o estrella del amanecer, en recuerdo de los pueblos indígenas que poblaron la zona.

## Escudos provinciales

Provincia de Diguillín
Provincia de Itata
Provincia de Punilla

## Escudos comunales

Bulnes
Chillán
Chillán Viejo
Cobquecura
Coelemu
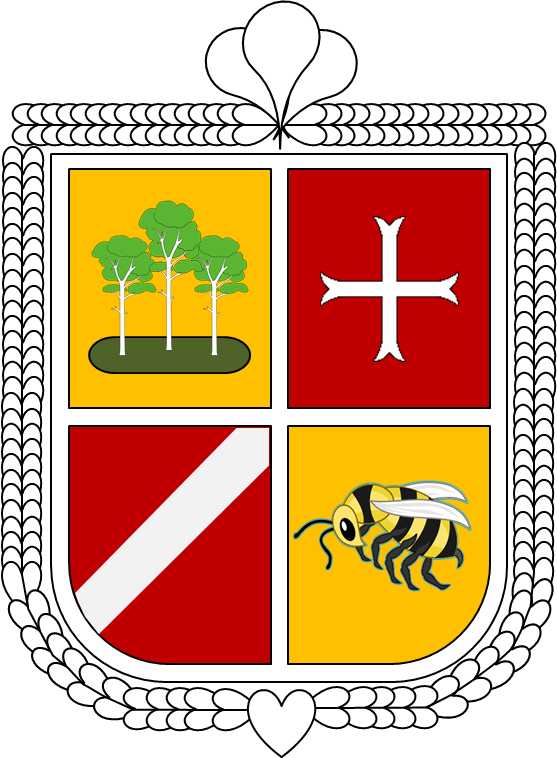
Coihueco
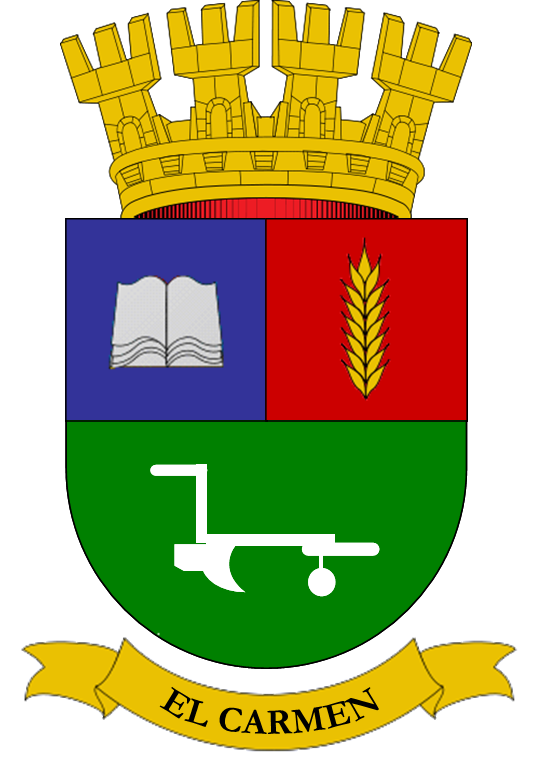
El Carmen
Ninhue
Ñiquén
Pemuco
Pinto
Portezuelo
Quillón
Quirihue
San Carlos
San Fabián
San Ignacio
San Nicolás
Treguaco
Yungay